# Erythrina baumii
Erythrina baumii är en ärtväxtart som beskrevs av Hermann August Theodor Harms. Erythrina baumii ingår i släktet Erythrina och familjen ärtväxter. Inga underarter finns listade i Catalogue of Life.